# Flavy-le-Martel
Flavy-le-Martel é uma comuna francesa na região administrativa de Altos da França, no departamento de Aisne. Estende-se por uma área de 12,83 km². Em 2010 a comuna tinha 1 712 habitantes (densidade: 133,4 hab./km²).